# متحف تيماء
متحف تيماء، هو متحف للآثار يقع في مدينة تيماء بالسعودية. تم بناء المتحف سنة 1403هـ الموافق 1983م وافتتح لاستقبال الزوار عام 1407هـ الموافق 1987م.، ووصل عدد الزوار عام 2009 م إلى 30 ألف. دخول المتحف بالمجان.

## محتوى المتحف
تحتوي على لوحات لخرائط المواقع الأثرية بتيماء وتعرض مجموعة من القطع الأثرية والكتابات والنقوش الصخرية القديمة المنتشرة في المنطقة، ومن أهمها مسلة تيماء والتي عرضت لفترة بمتحف اللوفر بباريس.
و يضم المتحف مكتبة تحتوى على مجموعة من الكتب المتخصصة بالإضافة إلى بعض الدوريات والنشرات.
وهناك توجه لتوسعة المتحف وإنشاء صالات عرض جديدة.، ويحتوي المتحف أيضاً على قطعٍ مختارة من الحفريات الأثرية التي قامت بها وكالة الآثار في المنطقة حسب تسلسلها الزمني من بدءاً من العصر الحجري حتى العصر الإسلامي، كما يتوفر بالمتحف تمثال قريب الشبه بالنمط اللحياني ويحمل رأس الأسد.

## وصلات خارجية
- متحف تيماء للآثار والتراث نافذة سياحية على أبرز المعالم بالمنطقة.
- تيماء.. «سلة الآثار» المدفونة!.